# Quân khu 2, Quân đội nhân dân Việt Nam
Quân khu 2 trực thuộc Bộ Quốc phòng Việt Nam là một trong bảy quân khu của Quân đội nhân dân Việt Nam có nhiệm vụ tổ chức, xây dựng, quản lý và chỉ huy lực lượng vũ trang ba thứ quân chiến đấu bảo vệ dự kiến 6 tỉnh sau sáp nhập phía Tây miền Bắc là Lào Cai, Lai Châu, Tuyên Quang, Điện Biên, Phú Thọ, và Sơn La. 
Trụ sở Bộ Tư lệnh tại Thành phố Việt Trì - Tỉnh Phú Thọ.

## Lịch sử
- Ngày 19 tháng 10 năm 1946, thành lập Chiến khu 10 gồm các tỉnh: Lào Cai, Hà Giang, Yên Bái, Tuyên Quang, Phú Thọ, Vĩnh Yên  và huyện Mai Đà (Hòa Bình). Tư lệnh là Bằng Giang, Chính ủy là Tạ Xuân Thu. Chiến khu 10 đổi tên thành Quân khu 2

## Lãnh đạo hiện nay
- Tư lệnh: Thiếu tướng Trần Văn Bắc (sinh năm 1974)[3]
- Chính uỷ: Trung tướng Phạm Đức Duyên (sinh năm 1966)
- Phó Tư lệnh - Tham mưu trưởngː Thiếu tướng Nguyễn Đăng Khải (sinh năm 1966)
- Phó Tư lệnh phụ trách công tác kinh tế, đối ngoại quốc phòng: Thiếu tướng Phạm Hùng Hưng
- Phó Tư lệnh phụ trách kỹ thuật: Thiếu tướng Nguyễn Văn Xuân
- Phó Tư lệnh phụ trách hậu cần: Thiếu tướng Đặng Văn Long

- Phó Chính ủy: Thiếu tướng Nguyễn Hồng Thái (sinh năm 1968)

## Tổ chức Đảng bộ
Từ năm 2006 thực hiện chế độ Chính ủy, Chính trị viên trong Quân đội. Tổ chức Đảng bộ trong Quân khu 2 theo phân cấp như sau:
- Đảng bộ Quân khu 2 là cao nhất.
- Đảng bộ Bộ Tham mưu, Cục Chính trị, Cục Hậu cần - Kỹ thuật, các Sư đoàn, Lữ đoàn, Bộ Chỉ huy quân sự tỉnh (tương đương cấp Sư đoàn)
- Đảng bộ các đơn vị cơ sở trực thuộc các Cục, Sư đoàn (tương đương cấp Tiểu đoàn và Trung đoàn)
- Chi bộ các cơ quan đơn vị trực thuộc các đơn vị cơ sở (tương đương cấp Đại đội)

## Tổ chức chính quyền

### Bộ Tham mưu[5]

#### Lãnh đạo hiện nay
- Tham mưu trưởng: Thiếu tướng Nguyễn Đăng Khải, đảm nhiệm từ tháng 9.2019
- Phó tham mưu trưởng (Bí thư Đảng ủy Bộ Tham mưu):Thiếu tướng Tô Quang Hanh, 7/2024, nguyên Chỉ huy trưởng  tỉnh Sơn  La
- Đại tá Lê Văn Trung,1.2020, nguyên Chỉ huy trưởng tỉnh Yên Bái (1.2018–1.2020)
- Đại tá Nguyễn Thế Hải,từ 7.2021, nguyên Chỉ huy trưởng tỉnh Vĩnh Phúc (7.2018–7.2021)
- Đại tá Ngô Quang Tuấn, 10/2023, nguyên Chỉ huy trưởng  tỉnh Điện Biên
- Đại tá Trịnh Ca nguyên Sư đoàn trưởng Sư đoàn 304

#### Tổ chức
- Ban Hành chính[6]
- Phòng Chính trị[7]
- Phòng Hậu cần[7]
- Phòng Khoa học quân sự[6]
- Phòng Quân huấn[6]
- Phòng Tác chiến[6]
- Cụm Điệp báo 1[8]
- Cụm Điệp báo 2[9]
- Cụm Điệp báo 3[10]
- Cụm Điệp báo 5[11]
- Cụm Trinh sát kỹ thuật 16[12]
- Trạm khách T44A[6]
- Trạm khách T44B[13]
- Trại Tạm giam[14]
- Tiểu đoàn Vệ binh 15[15][16]
- Tiểu đoàn Đặc công 19[17]
- Tiểu đoàn Trinh sát 20[7]
- Tiểu đoàn Chỉ huy Pháo binh 22, Bộ Tham mưu
- Tiểu đoàn Phòng hóa 39, Bộ Tham mưu
- Tiểu đoàn Tác chiến điện tử 97, Bộ Tham mưu
- Đại đội 17[18]
- Xưởng X50[19]

### Cục Chính trị[20]

#### Lãnh đạo hiện nay
- Chủ nhiệm: Đại tá Khổng Đình Tám, đảm nhiệm từ 3.2023
- Phó Chủ nhiệm

1. Thiếu tướng Nguyễn Sơn Hà, đảm nhiệm từ tháng 12.2017, nguyên Chính ủy Bộ Chỉ huy quân sự tỉnh Hà Giang
2. Đại tá Nguyễn Như Bách, đảm nhiệm từ tháng 2016, nguyên Phó Chánh Văn phòng TCCT
3. Đại tá Đào Ngọc Phương, đảm nhiệm từ  tháng 4/2024, nguyên chính ủy tỉnh Sơn  la
4. Đại tá Nguyễn Ngọc Ngân, từ tháng 7/2024, nguyên chính ủy Lào Cai

#### Tổ chức
- Toà án quân sự Quân khu
- Viện Kiểm sát quân sự Quân khu
- Đoàn An điều dưỡng 17
- Báo Quân khu 2

### Cục Hậu cần - Kỹ thuật[21]

#### Lãnh đạo hiện nay
- Chủ nhiệm: Đại tá Nguyễn Anh Ngọc
- Chính ủy: Đại tá Trần Đức Sinh

#### Tổ chức
- Phòng Quân y
- Phòng Doanh trại
- Phòng Quân nhu[19]
- Phòng Xăng dầu[19]
- Trung đoàn Vận tải  652[19][22]
- Đội Y học dự phòng[19]
- Bệnh viện Quân y 6[19]
- Bệnh viên Quân y 109[19][21]
- Kho T10[19]
- Xí nghiệp May thương binh 27/7
- Kho K5[23]
- Kho K28[24]
- Kho K79[25]
- Xưởng X78[26]

### Các Sư đoàn, Lữ đoàn
- Sư đoàn Bộ binh 316
- Sư đoàn Bộ binh 355[27]
- Sư đoàn 304
- Lữ đoàn Tăng - Thiết giáp 406[28]
- Lữ đoàn Thông tin 604[29]
- Lữ đoàn Phòng không 297[30]
- Lữ đoàn Công binh 543[31]
- Lữ đoàn Pháo binh 168[32]

### Bộ Chỉ huy quân sự tỉnh

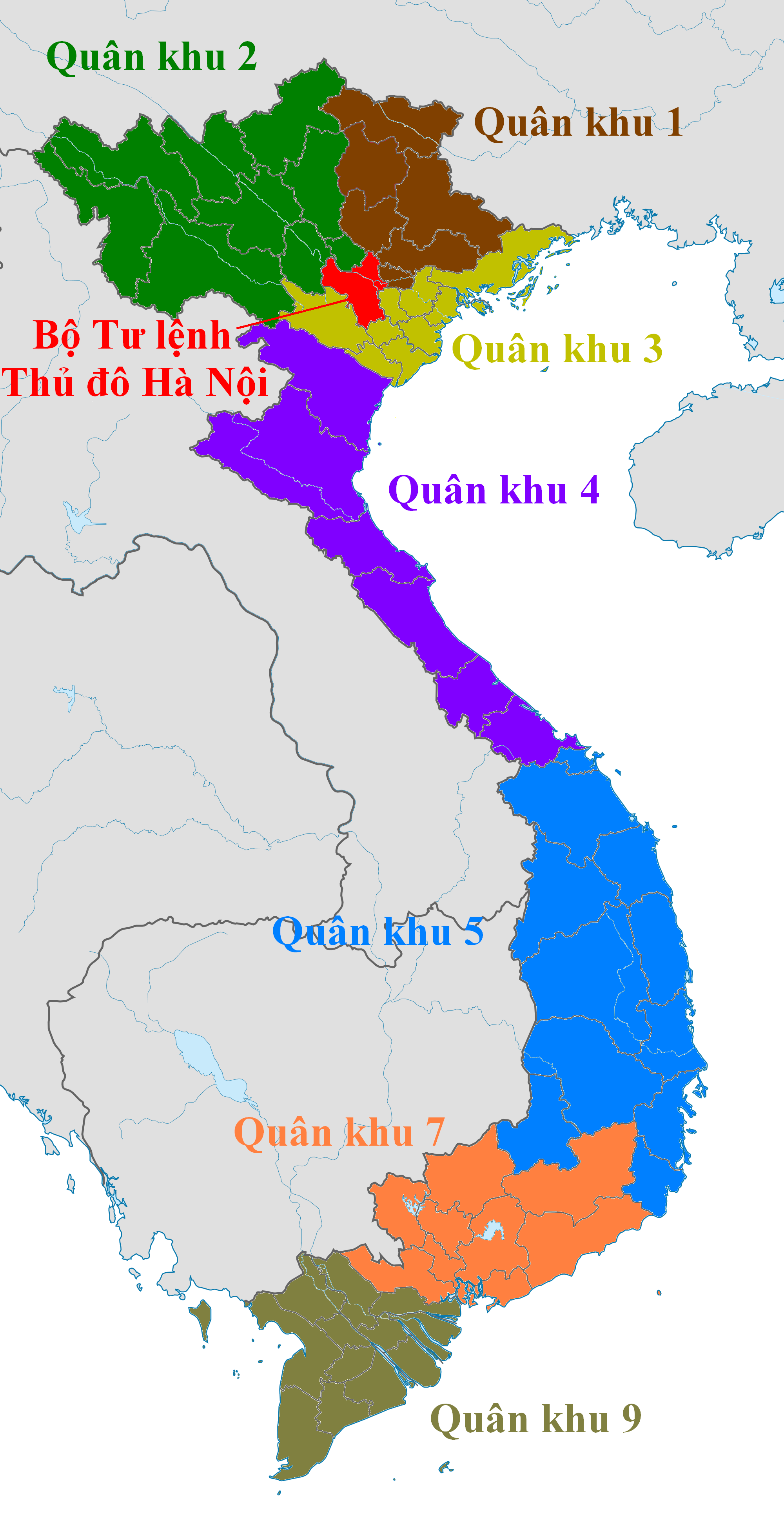
Các quân khu hiện tại của Việt Nam

#### Sơn La
- Chỉ huy trưởng: Đại tá Chu Văn Thành (từ 7.2024)

- Chính ủy: Đại tá Sa Minh Nghĩa (từ 4.2024)

#### Điện Biên
- Chỉ huy trưởng: Đại tá Lê Văn Sơn, đảm nhiệm từ tháng 10.2023
- Chính ủy: Đại tá Nguyễn Trung Đắc, đảm nhiệm từ tháng 2.2025

#### Lai Châu
- Chỉ huy trưởng: Đại tá Đặng Vĩnh Thụy (từ 7.2024)

- Chính ủy: Đại tá Thào A Pinh (từ 3.2020)

#### Lào Cai
- Chỉ huy trưởng: Đại tá Phạm Hùng Hưng (từ 6.2020)

- Chính ủy: Đại tá Nguyễn Đức Cương (từ 7.2024)

#### Tuyên Quang
- Chỉ huy trưởng: Đại tá Lại Tiến Giang (từ 1.2020)

- Chính ủy: Đại tá Nguyễn Hoài Nam (từ 7.2023)

#### Phú Thọ
- Chỉ huy trưởng: Đại tá Nguyễn Đình Cương (từ tháng 10.2022)

- Chính ủy: Đại tá Đỗ Duy Chinh (từ tháng 7.2023)

- Chỉ huy trưởng: Đại tá Đặng Quốc Đồng (từ 01.2025)

- Chỉ huy trưởng: Đại tá Trịnh Đức Thiêm (từ 11.2024)
- Chính ủy: Đại tá Triệu Kim Thắng (từ 02.2025)

### Các đơn vị kinh tế - quốc phòng
- Đoàn Kinh tế - Quốc phòng 313
- Đoàn Kinh tế - Quốc phòng 326
- Đoàn Kinh tế - Quốc phòng 345
- Đoàn Kinh tế - Quốc phòng 356
- Đoàn Kinh tế - Quốc phòng 379[6]
- Công ty Tây Bắc
- Công ty Hợp tác Quốc tế 705

### Các đơn vị khác
- Văn phòng
- Thanh tra
- Phòng Tài chính
- Phòng Khoa học quân sự
- Phòng Thông tin Khoa học quân sự
- Phòng Điều tra hình sự
- Phòng Thi hành án dân sự
- Phòng Cứu hộ cứu nạn
- Phòng Kinh tế
- Trường Quân sự Quân khu[33]

## Khen thưởng
- Huân chương chiến công hạng nhất
- Huân chương Sao vàng
- Huân chương Bảo vệ Tổ quốc hạng nhất

## Tư lệnh qua các thời kỳ
- 1978-1987, Vũ Lập, Thiếu tướng (1974), Trung tướng (1980), Thượng tướng (1984), Bộ trưởng chủ nhiệm ủy ban Dân tộc
- 1982-1984, Đỗ Trình, Trung tướng (1982), Quyền Tư lệnh
- 1987-1992, Đặng Quân Thụy, Trung tướng(1989), Phó chủ tịch Quốc Hội (1992-1997)
- 2.1992-4.1997, Đào Trọng Lịch, Trung tướng(1998) , Thứ trưởng BQP, Tổng Tham mưu Trưởng(1997-1998) (mất 1998 do tai nạn máy bay)
- 4.1997-5.1998, Trần Tất Thanh, Trung tướng (mất 1998 do tai nạn máy bay)
- 1998-2.2007, Ma Thanh Toàn, Trung tướng (2000)
- 2.2007-10.2010, Đỗ Bá Tỵ, Đại tướng (2015), Thứ trưởng BQP, Tổng Tham mưu trưởng, Phó Chủ tịch Quốc hội(2016-2021).
- 2011-2016, Dương Đức Hòa, Trung tướng (2011) nguyên Tư lệnh Binh Chủng công binh (2007-2010)
- 5.2016-8.2016, Lê Xuân Duy, Thiếu tướng (mất do mắc phải bệnh hiểm nghèo) (Phụ trách Tư lệnh Quân khu 2)
- 12.2016-9.2019, Phùng Sĩ Tấn, Trung tướng (2019), sau là Phó Tổng Tham mưu Trưởng (9.2019-nay)
- 9.2019-10.2024, Phạm Hồng Chương, Trung tướng (2023)
- 11.2024-nay, Trần Văn Bắc, Thiếu tướng (2024)

## Chính ủy qua các thời kỳ
- 1978-1980, Vũ Lập, Trung tướng
- 8.1980-7.1986, Phạm Hồng Cư, Trung tướng (1988), Phó Tư lệnh về Chính trị, nguyên Phó Chủ nhiệm Tổng cục Chính trị.
- Trung tướng Trần Thụ (phó tư lệnh về chính trị)
- Trung tướng Lê Quang Vượng
- 2004-2006, Nguyễn Hữu Thìn, Thiếu tướng (2004), Trung tướng (2008), Chính ủy Tổng cục Kỹ thuật (2007-2011)
- 2006-2009, Lê Minh Cược, Trung tướng (2006)[34]
- 2009-8.2015, Nguyễn Ngọc Liên, Trung tướng (2012), nguyên Phó Chính ủy Quân khu 2 (2008-2009)
- 8.2015-5.2016, Lê Hiền Vân, Thiếu tướng (2013), Trung tướng (2017), sau làm Phó Chủ nhiệm Tổng cục Chính trị[35]
- 5.2016-4.2021, Trịnh Văn Quyết, Thiếu tướng (2016), Trung tướng(2020), sau làm Chủ nhiệm Tổng cục Chính Trị
- 5.2021-nay, Phạm Đức Duyên, Thiếu tướng (2016), Trung tướng (2020)

## Phó Tư lệnh kiêm Tham mưu trưởng qua các thời kỳ
- 12.1979-1982, Đỗ Trình, Trung tướng (1982)
- 1982-1987, Nguyễn Hữu An, Thượng tướng (1986), Giám đốc Học viện Quốc phòng. (một trong các vị tướng giỏi nhất của QĐNDVN)
- 9.1991-2.1992: Đào Trọng Lịch, Thiếu tướng
- 1992-8.1998, Trần Tất Thanh, sau là Trung tướng Tư lệnh Quân khu 2
- 8.1998-4.2001: Nguyễn Khắc Nghiên, Thiếu tướng (1998) sau là Tổng Tham mưu Trưởng QDNDVN (2006-2010)
- 4.2001-2.2007: Đỗ Bá Tỵ, Thiếu tướng(2001) sau là Tổng Tham mưu Trưởng QDNDVN (2010-2016)
- 2006-2010, Hoàng Văn Toái, Thiếu tướng[36]
- 2010-5.2015, Đặng Văn Luyến, Thiếu tướng (2010)[37], nguyên Phó Tham mưu trưởng Quân khu 2
- 5.2015-1.2017, Phùng Sĩ Tấn, Thiếu tướng (5.2015)[38][39], nguyên Chỉ huy trưởng Bộ CHQS tỉnh Vĩnh Phúc(2013-2015)
- 01.2017-5.2018, Nguyễn Văn Nghĩa, Thiếu tướng (6.2015), nguyên Tư lệnh Quân đoàn 2 (2015-2017).
- 06.2018-11.2018, Nguyễn Hồng Thái, Thiếu tướng (9.2016), nguyên Chỉ huy trưởng Bộ CHQS tỉnh Phú Thọ(2014-2016)
- 4.2019-9.2019, Phạm Hồng Chương, Thiếu tướng (4.2019), nguyên Phó tham mưu trưởng Quân khu 2 (1.2018-4.2019)
- 12.2019-nay, Nguyễn Đăng Khải, Thiếu tướng(12.2019), nguyên Phó tham mưu trưởng Quân khu 2(4.2019-12.2019)

## Phó Tư lệnh qua các thời kỳ
- 1979-1981, Nguyễn Năng, Trung tướng (1989), sau Phó Viện trưởng Học viện Quân sự cấp cao
- 1983-1991, Nguyễn Chuông (1926-2006), Thiếu tướng (1983), nguyên Tư lệnh Quân đoàn 29
- 1986-1989 Nguyễn Hải Bằng ( 1932-2019) , Trung tướng (1992), nguyên Giám đốc Học viện quốc phòng , nguyên tham mưu trưởng đầu tiên của Quân khu 2 (1979)
- 1995 - 2000, Nguyễn Hữu Khảm, Trung tướng ( 2004) Nguyên Phó tổng tham mưu trưởng Quân đội nhân dân Việt Nam
- 2000-2006 Hoàng văn Toái, Thiếu tướng (2002)
- 2000-2007 Sa Minh Trắc
- 2005-2010 Cầm Xuân Ế (sinh 1949), Thiếu tướng (2006)
- 2009-2014 Lý A Sáng, Thiếu tướng (2009)[40]
- 2008-2016, Ngô Văn Hùng, Thiếu tướng (2008), nguyên Phó Tham mưu trưởng Quân khu 2[41]
- 2011-2016, Nguyễn Mạnh Đoàn, Thiếu tướng (2009), nguyên Phó Tư lệnh Tham mưu trưởng Tổng cục Hậu cần[41]
- 5.2014-4.2016, Lê Xuân Duy, Thiếu tướng (2014), nguyên Chỉ huy trưởng Bộ CHQS tỉnh Yên Bái[42] (2012-2014)
- 10.2013-12.2019, Sùng Thìn Cò, Thiếu tướng (2014), nguyên Chỉ huy trưởng BĐBP tỉnh Hà Giang.[43][43]
- 07.2016-nay, Hoàng Ngọc Dũng, Thiếu tướng (2016), nguyên Chỉ huy trưởng Bộ CHQS tỉnh Sơn La[44] ( 2007-2016)
- 07.2016-6.2018, Nguyễn Hồng Thái, Thiếu tướng (2016), nguyên Chỉ huy trưởng Bộ Chỉ huy Quân sự tỉnh Phú Thọ (2014-12.2016)
- 11.2018-nay, Trần Anh Du, Thiếu tướng (2018) nguyên Phó Tham mưu trưởng (7.2017-11.2018), nguyên Chỉ huy trưởng Bộ CHQS tỉnh Tuyên Quang (5.2015-7.2017)
- 01.2020-nay, Đinh Mạnh Phác (1964), Đại tá, nguyên Chỉ huy trưởng Bộ Chỉ huy Quân sự tỉnh Phú Thọ (9.2016-12.2019)

## Phó Chính ủy qua các thời kỳ
- 1979-1984, Huỳnh Đắc Hương, Thiếu tướng (1974)
- 2007-2008, Nguyễn Văn Chỉnh, Thiếu tướng (2006)[45]
- 9.2008-2009, Nguyễn Ngọc Liên, Thiếu tướng (2008), Trung tướng (2012), Chính ủy Quân khu 2
- 2009-2014, Phạm Ngọc Châu, Thiếu tướng (2009), nguyên Chủ nhiệm Chính trị Quân khu 2[46]
- 2014-8.2015, Lê Hiền Vân, Thiếu tướng (2013), nguyên Phó Chính ủy Quân khu Thủ đô[41]
- 8.2015-5.2016, Trịnh Văn Quyết, Đại tá, nguyên Phó Cục trưởng Cục Chính trị Quân khu 2[47]
- 5.2016-8.2018, Phạm Đức Duyên, Thiếu tướng (2016), nguyên Phó Chủ nhiệm Chính trị Quân khu 2[35]
- 11.2018-4.2023, Trần Ngọc Tuấn (1966), Thiếu tướng (2018), nguyên Chủ nhiệm chính trị Quân Khu 2 ( 2017-11.2018)

## Chỉ huy lãnh đạo nổi bật có quân hàm cấp tướng
- Hoàng Thế Thiện, Thiếu tướng (1974), Trưởng phòng Chính trị Liên Khu 10 (đơn vị tiền thân của Quân khu 2) - Quân khu ủy viên; Chính ủy - Bí thư Đảng ủy Trung đoàn Sông Lô (trung đoàn chủ lực của Liên khu 10).
- Tiêu Xuân Hồng, Thiếu tướng, Ủy viên chuyên trách Ban Chỉ đạo Tây Bắc, nguyên Phó Tham mưu trưởng Quân khu 2[48]
- Phạm Lâm Hồng, Thiếu tướng(2012), Phó Tham mưu trưởng Quân khu 2(2008-12.2015)[49], Cục trưởng Cục Khoa học Quân sự(12.2015-10.2018)
- Lê Quang Đại, Thiếu tướng, Chỉ huy trưởng Bộ Chỉ huy quân sự tỉnh Phú Thọ
- Nguyễn Văn Kỳ, Thiếu tướng, Phó Tham mưu trưởng Quân khu 2[41][50]
- Nguyễn Thái Bình, Thiếu tướng Phó Tham mưu trưởng Bộ Tư lệnh Quân khu 2(-2017)
- Dương Văn Ngân, Thiếu tướng (2010), nguyên Cục trưởng Cục Chính trị Quân khu 2(2009-2014)[51]
- Lưu Trọng Lư, Thiếu tướng(9.2008), nguyên Chỉ huy trưởng Bộ CHQS tỉnh Điện Biên[52](2005-2015)
- Nguyễn Văn Trường, Thiếu tướng, nguyên Chỉ huy trưởng Bộ CHQS tỉnh Hà Giang[53] (2005-2014)
- Hoàng Hữu Thế, Thiếu tướng (2014), Cục trưởng Cục Chính trị Quân khu 2(2014-2017)[54]
- Vũ Sơn Hoàng, Thiếu tướng (6.2015), Phó Cục trưởng Cục Chính trị Quân khu 2[55]
- Phạm Quang Ngân, Thiếu tướng (2017), sau là Cục trưởng Cục Dân Quân tự vệ (11.2018-nay)
- Trần Minh Phong, Thiếu tướng (2017) Phó tham mưu trưởng Quân khu (2013-2017), Phó Giám đốc Học viện Quân y Việt Nam (2017-nay)
- Nguyễn Quốc Việt, Thiếu tướng (2017), nguyên cục trưởng cục hậu cần quân khu (2013-2017) nay là Cục trưởng Cục Doanh trại (2017-nay)
- Đoàn Quốc Việt, Thiếu tướng (2019) Bí thư Đảng ủy, Phó Tham mưu trưởng Quân khu (1.2017-3.2024)
- Nguyễn Thắng Xuân, Thiếu tướng (2019), Chủ nhiệm Chính trị Quân Khu 2 (1.2019-nay)
- Nguyễn Đăng Khải,Thiếu tướng (2019)

## Trang bị
- Xe Cứu hộ đa năng hạng Trung SRF[56]